# Belleville (Wisconsin)
Belleville é uma vila localizada no estado norte-americano de Wisconsin, no Condado de Dane e Condado de Green.

## Demografia
Segundo o censo norte-americano de 2000, a sua população era de 1908 habitantes. 
Em 2006, foi estimada uma população de 2203, um aumento de 295 (15.5%).

## Geografia
De acordo com o United States Census Bureau tem uma área de 
3,4 km², dos quais 3,0 km² cobertos por terra e 0,4 km² cobertos por água. Belleville localiza-se a aproximadamente 268 m acima do nível do mar.

## Localidades na vizinhança
O diagrama seguinte representa as localidades num raio de 16 km ao redor de Belleville. 